# Carl Samuel Neumann Edler von Buchholt
Carl Samuel Neumann Edler von Buchholt (* 1722 in Passarowitz, Variante Belgrad, Heiliges Römisches Reich; † 25. Januar 1782 in Macea, Komitat Arad, Österreich-Ungarn) war  Mitglied der Landesadministration des Temescher Banats. Neumann wurde 1764 in den erbländisch-österreichischen Adelsstand erhoben. 

## Leben und Wirken
Carl Samuel Neumann kam im Alter von 20 Jahren als Unterverwalter des Lippaer Distrikts (1742–1754) ins Banat. Zeitweise wirkte er auch in Neu-Arad. Von 1754 bis 1770 war Neumann Beamter im Salzamt Lipova. 1764 wurde er in den erbländisch-österreichischen Adelsstand erhoben. Ab 1766 betätigte sich Carl Samuel Neumann bei der habsburgischen Kolonisation des Banats und war neben Administrationsrat Johann Wilhelm Edler von Hildebrand ein wichtiger Träger dieses Aufbauwerks.
Das von ihm vertretene Ansiedlungssystem basierte zunächst auf der Methode der Zusiedlungen. Motiviert wurde dies vor allem mit Rücksicht auf die Prädienschonung, um die Einnahmen der Administration nicht zu gefährden. Auf Grund der hohen Einwandererzahlen musste sich Neumann bald zu Neugründungen entschließen. Allerdings wählte er eine sehr langsame Methode, bei der solide, aber außerordentlich teure Blockhäuser errichtet wurden, die eine wesentlich längere Bauzeit benötigten und außerdem die Kolonisten von Beginn an mit sehr hohen Schulden belasteten.
Während dieser Tätigkeit gründete Neumann folgende Ortschaften im Banat für deutsche Kolonisten: Engelsbrunn, Schöndorf, Bogarosch, Kleinjetscha, Heufeld, Mastort, Albrechtsflor, Marienfeld, Blumenthal, Seultour, Sankt-Hubert, Charleville, Charlottenburg, Altringen, Neuhof, Buchberg, Wiesenhaid, Kreuzstätten, Königshof.  
Außer den neu gegründeten Dörfer, wurden unter seiner Aufsicht folgende Banater Dörfer erweitert: Guttenbrunn, Lipova, Neu-Arad, Neudorf, Sanktandreas.
Von 1776 bis 1778 war Carl Samuel Neumann Administrationsrat der Landesadministration des Temescher Banats. Nachdem das Banat infolge des österreichisch-ungarischen Ausgleichs an das Königreich Ungarn angeschlossen wurde, musste  Neumann 1779 seine Tätigkeit bei der Landesadministration aufgeben. Zuletzt war er als Syndikus des Radnaer Konvikts tätig, wo er nach seinem Tod 1782 in der Krypta der Franziskanerkirche beigesetzt wurde.